# Lenny Zakatek

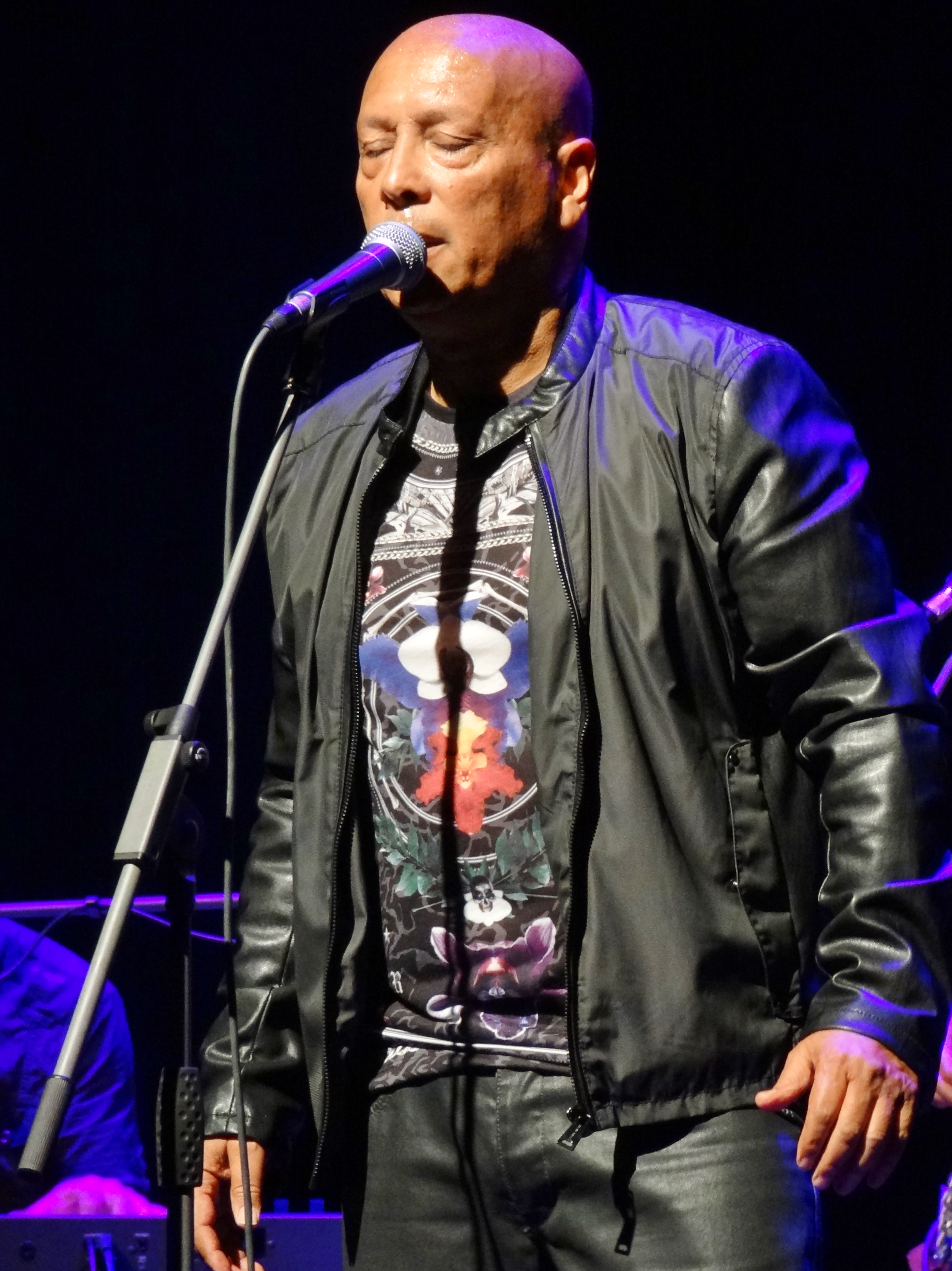
Lenny Zakatek. Actuació Teatre d'Artà. Grup: All Star Band. 6 de juny de 2014. 6a Temporada d'Arts Escèniques i Musicals Sent el Patrimoni.

Lenny Zakatek, nascut Lenny du Platel, (Karachi, Índia Britànica, 29 de juliol de 1947), també conegut com "The Voice", és un cantant i músic de rock i pop que ha viscut a Londres des dels 13 anys. Va néixer just abans que Karachi passés a formar part del Pakistan i és més conegut pel seu treball amb les bandes britàniques González i The Alan Parsons Project.

## Primers anys
El 1964, Zakatek va formar una banda de rock anomenada The Trailblazers, com a cantant i guitarrista de ritme. En la seva primera gira per bases militars nord-americanes a Europa, es van familiaritzar amb el so de Motown. Els Trailblazers van tornar al Regne Unit amb una nova influència 'soul' i es van canviar el nom a Funky Fever. Van recórrer el Regne Unit i Europa durant diversos anys i també van tocar a discoteques de Londres, incloent Gulliver, Whiskey a Go Go, The Marquee, Ronnie Scott, The Scotch of St. James i The Revolution. Funky Fever també va donar suport a Inez i Charlie Foxx i The Drifters en les seves gires europees.
Lynsey de Paul i Dudley Moore es van interessar per la presència física, el saber estar a l'escena i la veu de Zakatek a principis dels 70. [1] De Paul el va anomenar "Zakatek" i va escriure dos senzills "I Gotcha Now" amb el suport de "So Good To You" (més tard gravat per Paul com a costat B en el seu single hit "Will not somebody dance with me") i Els senzills "Get Your Gun" recolzats amb "Gotta Runaway". Una versió alemanya de "Get Your Gun" titulada "Roter Mann", amb lletres alemanyes de Gunther Gabriel, va ser gravada per Zakatek i publicada el 1974. [2] De Paul el va introduir al Regne Unit a través d'un article del Daily Mirror titulat "Sugar Girl's Heap Big Find". Els músics que van aparèixer en el treball solista de Zakatek ja eren coneguts com alguns dels membres de 10cc.

## Èxit
Entre 1974 i 1981, Zakatek va ser el cantant principal amb González. Van gravar àlbums reeixits, incloent Our Only Weapon Is Our Music, i Shipwrecked. L'èxit de la discoteca mundial, "I Haven't Stopped Dancing Yet", prové d'aquesta col·laboració. El 1977, Zakatek es va convertir en vocalista d'estudi per The Alan Parsons Project, cantant en molts dels seus èxits durant un període de deu anys. Va ser presentat en vint-i-quatre cançons a vuit dels àlbums del projecte Alan Parsons, que incloïa els èxits "I Wouldn't Want To Be Like You", "Games People Play", "You Don't Believe" i "Damned If I Do". Pel que fa a les veus de Zakatek en les pistes del projecte Alan Parson, el crític de Allaboutjazz.com, Todd S. Jenkins, va escriure que "el cant de Lenny Zakatek en "I Wouldn't Want To Be Like You" i "Games People Play" és prototípic del rock progressiu ple de soul. La seva aportació afegeix un aire funky i blues ". [4]

## Treball en solitari
En 1979 es va publicar el primer disc solista de Zakatek, 'Lenny Zakatek', produït per Alan Parsons per A & M Records. Els llançaments individuals van incloure les cançons "Brandy", "Say I Love You" i "Where Is The Love". El 1986, Zakatek va formar una banda anomenada The Immortals, amb John Deacon en la guitarra baixa i Robert Ahwai en la guitarra principal. El seu single "No Turning Back", va ser inclòs en la banda sonora de la pel·lícula, Biggles.
El 1986, va assistir a la cançó "Angel", escrita per Bob Weston, inclosa en l'àlbum de Dick Morrissey, Souliloquy, i que també va comptar tant amb Ahwai com amb en Weston.
El 1988, va començar una carrera paral·lela com a gerent, editor de música i productor de discos. Va aconseguir i coproduir tres dels artistes de gravació més prolífics del Japó, Tomoyasu Hotei, Miki Imai i Kumiko Yamashita. també va co-escriure i va produir diverses cançons en el primer àlbum en solitari de Hotei, Guitarhythm. Al Regne Unit va ser mànager de 7th Heaven, Huff i Herb, i The 3 Jays. Aquests dos últims grups van aconseguir èxits en el mercat del ball. L'editorial Zakatek All Zakatek Music, va co-publicar alguns dels talls a l'àlbum debut de Kubb. Ha publicat i gestionat l'artista de Sony / BMG Jah Waggie, l'alter-ego creatiu de Jeff Patterson. El segon disc solista de Zakatek, Small But Hard, va ser llançat en 1989.
El 1995, Zakatek va actuar amb Joni Mitchell a la Great Music Experience de Nara City, Japó. Va compartir l'escenari amb INXS, Bon Jovi, Bob Dylan i Tomoyasu Hotei i va treballar amb Michael Kamen, amb qui va anar a fer altres projectes.

## Del 2000 endavant
Zakatek va tocar a tot Europa i el Regne Unit amb els Boogie Brothers, una banda de 12 músics de R & B (Rhythm and blues). També ha aparegut en esdeveniments corporatius com a actor solista, juntament amb el seu fill i filla Amber du Platel i Leon du Platel.
El març de 2010, Zakatek va anunciar un retorn a l'escenari interpretant una selecció de les cançons del projecte Alan Parsons. També va actuar en l'àlbum de duets "Frankie Miller's Double Take (2016)", on hi apareix amb Miller en la cançó "I Never Want To Lose You".
L'any 2016 Lenny va editar 'Love Letters" amb l'empresa discogràfica Amber Music.
L'illa de Mallorca ha estat escenari d'alguns concerts de Zakatek (Artà 2014, Cap Vermell Capdepera 2016)